# Henri Jeannin

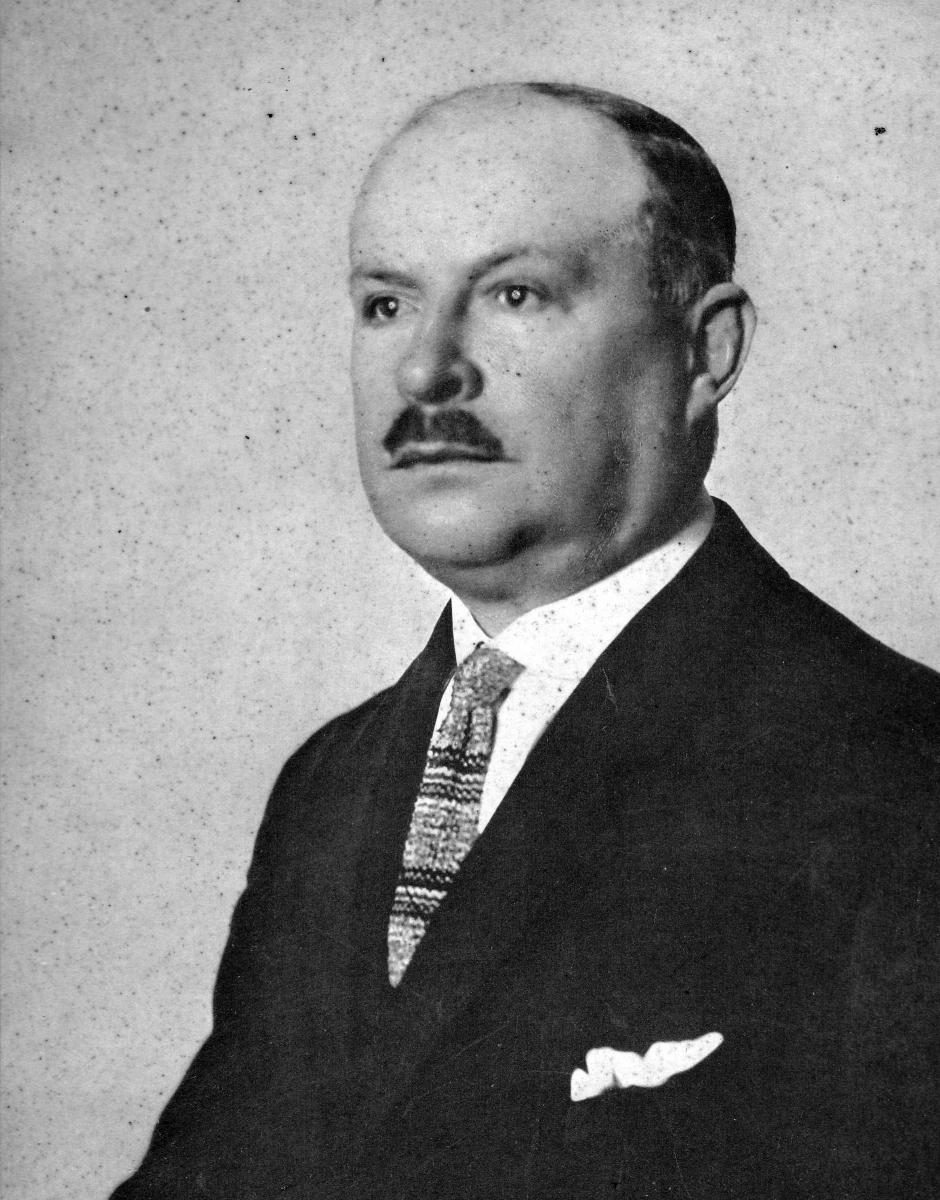
Henri Jeannin, ca. 1915

Henri Jeannin (* 21. Mai 1872 in Dampierre-sur-le-Doubs; † 4. September 1973 in Beeskow; auch eingedeutscht als Heinrich Jeannin, vollständiger Name Marie Henri Emile Jeannin), Bruder von Emil Jeannin, war ein französisch-deutscher Rennfahrer und Unternehmer, der als Automobil- und Motorenfabrikant Anteil an der Motorisierung des Straßen-, Wasser- und Luftverkehrs hatte.
In seiner französischen Geburtsstadt Dampierre besuchte Jeannin das Gymnasium. Zur weiteren Ausbildung kam er dann auf das Lycée in Vesoul und trat nachher in das väterliche Geschäft in Mülhausen (im damaligen Reichsland Elsaß-Lothringen) ein.
Jeannin fand aber keinen Gefallen an der kaufmännischen Tätigkeit, sein ganzes Interesse galt dem Radsport. Er gab den Beruf auf, und es dauerte nicht lange, bis er zu den besten deutschen Radfahrern gehörte. Anfang 1890 war er wiederholt Meisterschaftsfahrer Elsass-Lothringens und siegte in verschiedenen internationalen Treffen überlegen über Radfahrer wie Alwin Vater, Michael Herty, Carl Jörns und Ludwig Opel.
Als dann das Automobil seinen Siegeszug durch die ganze Welt begann, war Jeannin einer der Ersten, der dessen große Zukunft erkannte. Er beteiligte sich erfolgreich an den ersten Automobilrennen und gewann im Jahr 1900 das Rennen auf der Trabrennbahn Westend in Berlin sowie 1905 in Hamburg-Bahrenfeld.
Jeannin kam im Oktober 1899 nach Berlin und erhielt im November 1899 eine Anstellung als Geschäftsführer bei der Allgemeinen Automobil-Gesellschaft Berlin (AAG), wo er den Versuch unternahm, einen von Georg Klingenberg konstruierten Einzylinder-Wagen herzustellen.
Jeannin heiratete am 8. Mai 1901 seine Verlobte Frieda Bellmann (1873–1955) im Bezirk Schöneberg. Nachdem die AAG Ende 1901 von der Allgemeinen Elektricitäts-Gesellschaft übernommen worden war, gründete er im April 1902 die Internationale Automobil Centrale Jeannin & Co. Commandit Gesellschaft, das erste Automobil-Verkaufsgeschäft in Berlin. Am 12. September 1902 meldete die Gesellschaft das Zeichen Argus als Warenzeichen an, welches am 17. Januar 1903 eingetragen wurde.
Anfang 1904 liquidierte Jeannin die Gesellschaft und gründete zeitgleich die Argus Motoren-Gesellschaft Jeannin & Co. Com. Ges., Berlin. Bei der Gründung der Argus Motoren Gesellschaft im Jahr 1906 brachte Jeannin seine Kommanditgesellschaft und das eingetragene Warenzeichen als Stammeinlage mit ein und wurde deren Geschäftsführer. Einen Hauptverdienst hat die Gesellschaft um die Entwicklung des Flugwesens in Deutschland, sie baute 1908 ihren ersten Flugmotor.
Außerdem war Jeannin an der Gründung des Berliner Automobil-Clubs, des Deutschen Motorboot-Clubs, des Deutschen Motoryacht-Clubs (später Kaiserlicher Yacht-Club) beteiligt.
Im Jahr 1936 kaufte er sich in Diensdorf ein direkt am Scharmützelsee gelegenes Ufergrundstück, wo er bis zu seinem Tod lebte.
Henri Jeannin starb am 4. September 1973 im Alter von 101 Jahren im Kreiskrankenhaus Beeskow. Er wurde auf dem Friedhof in Diensdorf-Radlow neben seiner Ehefrau begraben. Die Gemeinde Diensdorf-Radlow stellte im Jahr 2017 eine Gedenkstele und eine Informationstafel neben dem Grab auf.